# Johann Paul Schiffelholz
Johann Paul Schiffelholz, auch Schiffelholtz (* 13. März 1685 in Heideck; † 28. Januar 1758 in Ingolstadt), war ein bayerischer Chordirektor und Komponist.

## Leben
Johann Paul Schiffelholz, ein Zeitgenosse von Joseph Meck, wurde 1685 als siebter Sohn des Ratsherrn Johann Jakob Schiffelholz und seiner Frau Maria Magdalena im bayerischen Heideck, nördlich von Eichstätt gelegen, geboren. 1704 heiratete er die Tochter des Ingolstädter Chordirektors am Universitätsmünster Johann Zinzl. Schiffelholz wurde Nachfolger Zinzls und hatte diese Stelle für mehr als 50 Jahre, bis zu seinem Tode 1758, inne.
Schiffelholz galt als ein „vortrefflicher Violinspieler und Componist“. Seine Erscheinung mit einer langen Allongeperücke, einem roten Mantel mit goldenen Spangen und Quasten, Haarbeutel, Degen und Chapeaubas war gravitätisch.

## Werke
Für die Violine komponierte er 16 Konzerte, die in Schillings Encyclopädie der gesamten musikalischen Wissenschaft oder Universal-Lexikon der Tonkunst von 1838 als „zu den besseren Kunstprodukten ihrer Zeit und ihrer Art“ beschrieben werden. Weiterhin komponierte er ein Trio für zwei Fagotte und Generalbass sowie Werke für Colascione, ein Instrument aus der Lautenfamilie. Sein Stil weist, ähnlich wie bei Johann Valentin Rathgeber, in die Richtung des galanten Stils des Rokoko.
- Johann Paul Schiffelholz, Thesaurus reconditus (Der verborgene Schatz), VIII Concerti Op. I (Augsburg 1727) für Violino principale, Violino primo, Violino secondo, Viola, Violoncello, Organo (Cembalo), hrsg. von Klaus Beckmann, Heft 1 (Conc. I; Conc. II Mitarbeit Joachim Winkler), Heft 2 (Conc. III-IV Mitarbeit J. Winkler), Heft 3 (Conc. V-VI Mitarbeit Lorenzo Lucca), Heft 4 (Conc. VII-VIII). Beeskow: ortus musikverlag, 2019.